# Послератни период
Послератни период јесте период непосредно након завршетка рата. Термин се обично односи на различит временски период након Другог светског рата, који се завршио 1945. Послератни период може постати међуратни период или инвербулум, када се рат између истих страна настави касније (као што је период између Првог и Другог светског рата). Насупрот томе, послератни период означава потпуни прекид оружаног сукоба.

## У САД
Сматрајући да је послератна ера еквивалентна ери Хладног рата, као послератни период се понекад наводе и 1980-е, чиме је крај 26. децембра 1991. године, распадом Совјетског Савеза. Деведесете и 21. век се изузетно ретко описују као део послератне ере, а уместо тога се уобичајено користи специфичнијаи израз „Ера после хладног рата“.

## У УК
- Термин се обично користи у уметности и архитектури, као и широм света. Односи се првенствено, а посебно пре успона поп арта и преклапања „постмодернистичких“ „1960-их“ покрета. Његов крај је сложен због својих архетипова из 1950-их у контрасту са водећим развојем авангардних музичких жанрова и популарне уметности, који су некој публици постали мејнстрим пре 1960. године. Покрети као што су континуирани функционализам и брутализам, били су суочени са контракултуром 1960-их, која је доминирала како је деценија одмицала. Каснија су се појавили постмодернизам и минимализам.
- политички и економски
  - у најширем смислу, је период од избора Клемента Атлија на општим изборима 1945. до избора Маргарет Тачер на општим изборима 1979. године, такозвани послератни консензус.
  - у најужем, то је директна последица рата; што је подстакло друштвену солидарност, невиђено висок капитал, посебно опорезивање наследства, интернационализам, деколонизацију Британске империје, оснивање и доделу средстава Националне здравствене службе, све усред релативне штедње, посебно рационализације. Потешкоће у опорезивању капитала и рационализацији су смањене услед глобалног опоравка, технолошког напретка и конзумеризма који су омогуене и охрабране од касних 1950-их, као што је то било под четири конзервативне владе у периоду 1957–1964.[2][3]